# Болниси

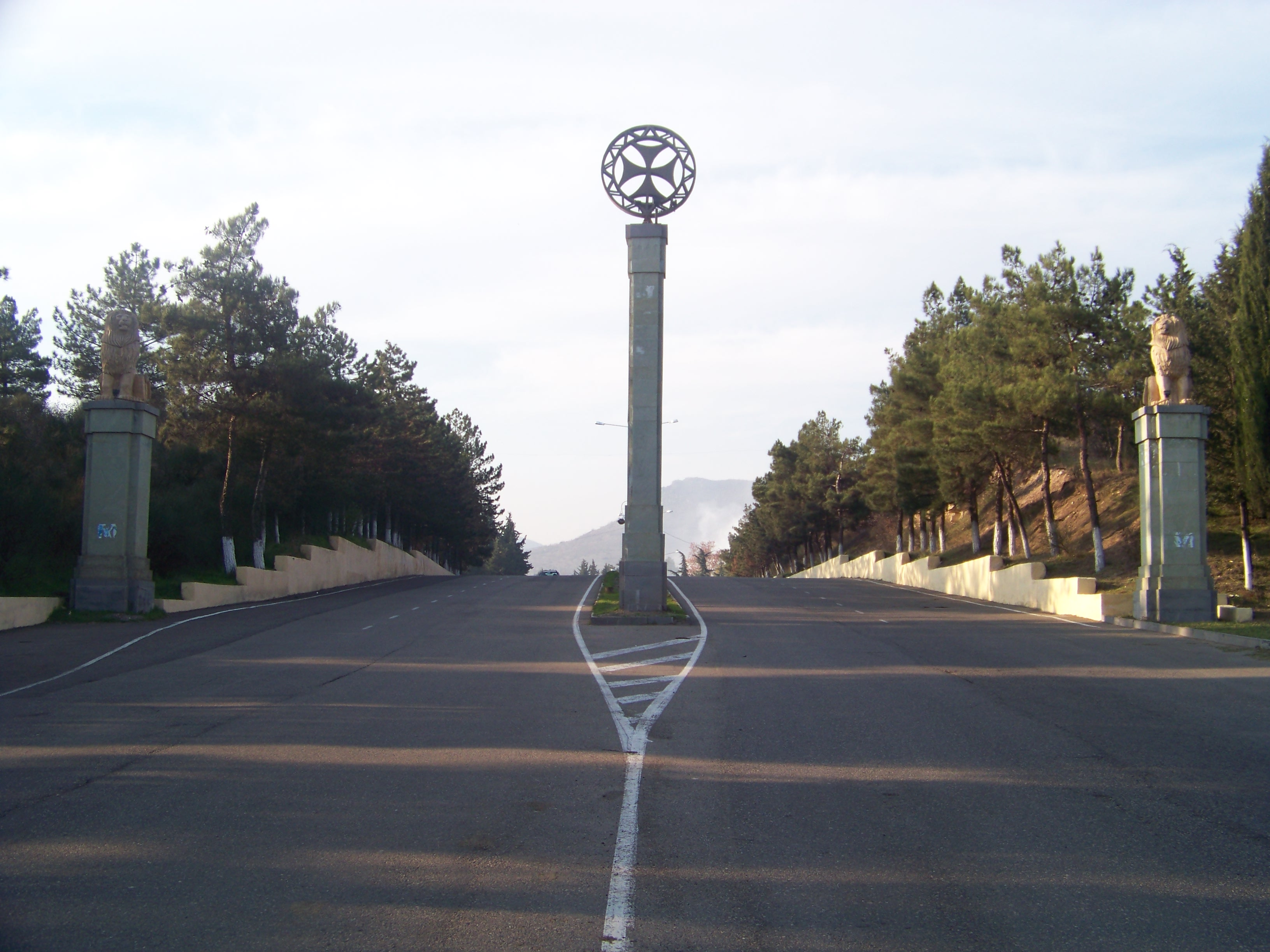
Болни́си, 2010 год

Болни́си (груз. ბოლნისი) — город в крае Квемо-Картли в Грузии. Население города — 11,6 тыс. чел. (2010 г.). Административный центр Болнисского муниципалитета (района). Этнический состав населения города смешанный, но преимущественно грузинский, тогда как в муниципалитете в целом население в основном азербайджанское.

## История
Немецкое евангельское село  нем. Katharinenfeld — Катериненфельд, в официальных российских документах и изданиях — Екатеринофельд, было основано в 1819 году. Основатели — 116 семей из Вюртемберга. Было названо в честь великой княгини Екатерины Павловны сестры императора Александра I.
В 1826 разграблено курдами, 40 жителей убито, более 100 угнано в рабство. В 1829 года в селе была построена церковь, и оно становится центром евангельского прихода. До революции 1917 года в селе было развито виноградарство, зерноводство, молочное хозяйство, садоводство, пчеловодство. Действовали три мельницы, молочная ферма, коньячные заводы «Альмендингер И.» и «Унион», пивзавод В. Ф. Тума, три кирпичных завода, кузницы. Потребительское и кредитное товарищество, винодельческое товарищество «Унион». Школа, самодеятельный театр. После советизации в 1921 году село было переименовано в Люксембург в честь немецкой коммунистки Розы Люксембург. В начале 1930-х годов организован колхоз «Хлебопашец». В эти же годы в селе действовали училище виноделия и педтехникум.
В 1941 году с началом войны все немецкие семьи (кроме тех, где главой семьи не были немцы) были выселены в Сибирь или Казахстан. В 1941 году посёлок городского типа был переименован в Болниси.
31 декабря 1967 года посёлок Болниси получил статус города.

## Население
По состоянию на 1968 году в Болниси проживало 16,3 тыс. жителей.
По переписи 1989 года население города составило 15 047 человек.
По переписи 2002 года 80 % населения города составляют грузины.

## Достопримечательности
В селе Болниси, вблизи от одноимённого города, находится самый древний христианский храм Грузии — Болнисский Сион, построенный в V веке н. э. На стенах храма сохранилась древнейшая надпись на грузинском языке.
В 2020 году открылся образовательный, туристический и научно-исследовательский центр Квемо Картли. Автором проекта музея является Гага Кикнадзе.

## Инфраструктура
Имеется железнодорожная станция Болниси Грузинской железной дороги на линии Марнеули — Казрети.